# 青岛东方影都
青岛东方影都是位于中国山东青岛西海岸新区的一座影视拍摄基地，总占地约170万平方米，于2018年4月落成开业，可为电影、电视剧、综艺节目、大型活动提供拍摄场地。

## 历史
2013年9月，万达集团投资启动青岛东方影都影视产业园区项目，项目总投资超过500亿元人民币，其中文化旅游投资超过300亿元人民币。
2015年2月，青岛东方影都正式开工建设。
2017年7月，万达商业与融创中国签订转让协议，出售包括青岛东方影都在内的一系列文旅项目。
2018年4月，青岛东方影都正式竣工落成。

## 影视设施
截至2022年，青岛东方影都拥有：
- 40个英国松林制片厂认证的国际化摄影棚
- 32个置景车间
- 一个10000平方米单体摄影棚
- 室内外合一的水下制作中心

## 配套设施
除了影视产业园外，青岛东方影都还建有酒店群、滨海酒吧街、融创茂、国际医院、国际学校、大剧院、秀场、游艇码头等一系列配套设施。

## 摄制作品

### 电影
- 疯狂的外星人
- 流浪地球
- 流浪地球2
- 封神三部曲
- 危机航线
- 莫斯科行动
- 异人之下

### 电视剧
- 冰糖炖雪梨
- 警察荣誉
- 舍我其谁
- 问心